# Ivan Goloubets (dragueur de mines)
Pour les articles homonymes, voir Ivan Goloubets.
Le Ivan Goloubets (en russe : Ива́н Голубе́ц) est un dragueur de mines de classe Natya, entré en service en 1973 dans la Marine soviétique. Il est nommé en l’honneur de Ivan Karpovitch Goloubets (1916-1942), un marin soviétique de la flotte de la mer Noire qui a servi durant la Seconde Guerre mondiale. Pendant un bombardement allemand, il a sacrifié sa vie pour sauver plusieurs navires ainsi que de nombreuses vies humaines. Il a été nommé héros de l'Union soviétique à titre posthume.

## Conception
Les navires de la classe Natya (il s’agit du code OTAN, la désignation soviétique étant « Projet 266M Akvamarin ») sont dérivés de la classe Yurka, mais ils sont dotés d'un sonar plus avancé. Leurs coques sont en acier à faible signature magnétique. Leurs moteurs sont montés sur des poutres d'amortissement sonore et des propulseurs enveloppés ont été utilisés pour réduire le bruit. Un compensateur de champ électrique a également été installé.

## Engagements
Le dragueur de mines a été mis sur cale le 17 novembre 1972 au chantier naval Sredne-Nevski de Pontonny (numéro de chantier 920), mis à l’eau le 27 août 1973, et mis en service le 26 décembre 1973. Il a été affecté à la flotte de la mer Noire. Il a été successivement nommé Kharkovsky komsomolets (à partir de 1982), Radist (à partir du 15 février 1992) et Ivan Goloubets à partir d’août 2005.
Après la dissolution de l’URSS, le dragueur de mines a été repris en compte par la marine russe et sert dans la Flotte de la mer Noire. En août 2021, le Ivan Goloubets a été déployé en mer Méditerranée dans le cadre du groupement naval permanent. L’équipage a réalisé un programme d’entraînement au combat incluant une recherche de mines dans une zone désignée à l’aide de divers types de chaluts et du système de sonar anti-mines du navire, ainsi que des exercices de survie, de défense antiaérienne et anti-sabotage du navire lors de ses traversées en mer et lorsqu’il est amarré dans un port non protégé.
Il a été endommagé le 29 octobre 2022 par une attaque de drones ukrainiens,,. L’attaque a également endommagé la frégate Amiral Makarov. L’étendue des dommages subis par les deux navires n’est pas connue, mais ils sont restés à flot et n’ont pas coulé.